# VinFast VF 7
VinFast VF 7 — це електричний компактний позашляховик-кросовер, який виробляє та продає VinFast з Vingroup. 

## Огляд
VF 7 був вперше представлений публіці в січні 2022 року разом з VF 5 і VF 6 на виставці побутової електроніки (CES). Він був розроблений Лі Чже Хуном, старшим дизайнером екстер'єру General Motors. VinFast запустив кампанію попереднього замовлення на VF 7 з 2 по 30 грудня 2022 року на місцевому ринку В’єтнаму з першими поставками внутрішнім клієнтам 30 березня 2024 року. 